# Lenton Parr

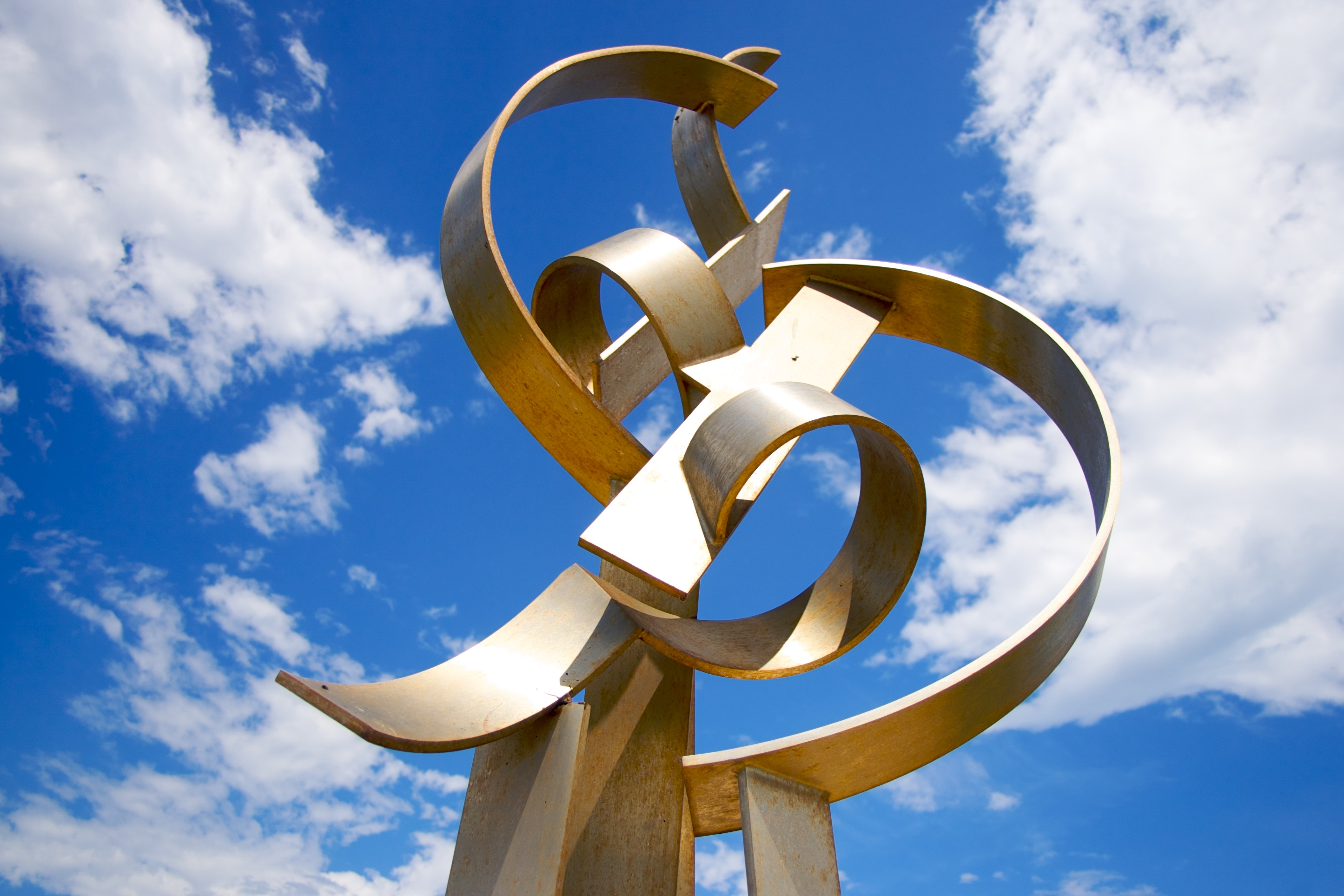
Windhover (2001) in Melbourne

Lenton Parr (Melbourne, 11 september 1924 – aldaar, 8 augustus 2003) was een Australische beeldhouwer.

## Leven en werk
Lenton Parr verbleef in de jaren 1955 en 1956 in Engeland en werkte als assistent in het atelier van de beeldhouwer Henry Moore. In 1957 keerde hij terug naar Australië en schreef zich als student in aan het Royal Melbourne Institute of Technology in Melbourne. In zijn vroege werken was de invloed van Moore duidelijk zichtbaar, maar in de zestiger jaren werd zijn werk monumentaler en abstracter.
Zijn werken uit deze periode, onder andere de serie Constellations, vestigden zijn reputatie. Vanaf eind zestiger jaren werden zijn werken nog gestroomlijnder met gebruikmaking van staalplaat en gebogen staalstrips. Zijn werk toonde een grote gelijkenis met de gelaste constructies van beeldhouwers, zoals Reg Butler, Lynn Chadwick, Herbert Ferber en Julio González.

## Centre Five group
In 1961 werd tijdens een bijeenkomst, die was georganiseerd door Julius Kane, de Centre Five Group of sculptors of Centre 5 opgericht. De Centre 5 Group werd genoemd naar het vijfpuntenplan, dat tijdens de bijeenkomst werd opgesteld. Deelnemers aan deze afsplitsing van de Victorian Sculptors' Society waren Clifford Last, Inge King, Norma Redpath, Vincas Jomantas, Teisutis Zikaras, Julius Kane en Lenton Parr. Een van de vijf punten was het contact met het publiek te verbeteren, hetgeen kon worden bereikt door groepsexposities. Door het feit dat zij uit de Sculptors' Society traden, werden hun exposities als concurrentie gezien, hetgeen leidde tot een diepe verdeeldheid in de beeldhouwgemeenschap. De eerste groepstentoonstellingen vonden plaats in 1963, 1964 en 1965. Ook in 1974 en 1984 werden werken van deze beeldhouwers tijdens Centre 5-exposities getoond. Met McClelland Gallery and Sculpture Park ontstond een nauwe relatie. Gedurende de zeventiger jaren was Parr voorzitter van de McClelland Gallery.

## Victorian College of Art
Van 1972 en tot in de tachtiger jaren was Parr Dean of Arts en Founding Director van het Victorian College of Art ( sinds 2009 het Victorian College of Arts and Music, University of Melbourne, een faculteit op de Southbank campus van de Universiteit van Melbourne). Ter nagedachtenis aan hem is een van de vestigingen van de universiteitsbibliotheek naar hem genoemd: de Lenton Parr Music, Visual and Performing Arts Library.